# Terreiro Pilão de Prata
Ilê Odó Ogé, ou Terreiro Pilão de Prata, é um terreiro de candomblé brasileiro em Salvador. Está situado na Rua Tomás Gonzaga, no bairro da Boca do Rio. Foi tombado pelo Instituto do Patrimônio Artístico e Cultural da Bahia (IPAC) em 9 de dezembro de 2004.
O Terreiro Pilão de Prata foi instalado em 1963 pelo babalorixá pai Air José de Sousa, que permanece à frente da casa. O espaço possui axé de fundamento da nação Queto, que teve origem nos ensinamentos do tataravô do babalorixá Air José, Bamboxê Obiticô. O terreiro foi enriquecido com diversos painéis e esculturas representativas de divindades do culto afro-baiano e tem filhos e filhas de santos espalhadas por todo o país. Também foi visitado por Pierre Fatumbi Verger, que era frequentador do Opô Afonjá e posteriormente, visitado pelo Fatumbi Marcelo Lima, no episódio do seu tombamento.